# Tomasz Latos
Tomasz Edward Latos (Poznań; 8 de Março de 1964 —) é um político da Polónia. Foi eleito para a Sejm em 25 de Setembro de 2005 com 10059 votos em 4 no distrito de Bydgoszcz, candidato pelas listas do partido Prawo i Sprawiedliwość.